# Felicja Rymarkiewiczowa
Felicja Włodzimiera Rymarkiewicz z Morzyckich (znana jako Felicja Rymarkiewiczowa; ur. 26 marca 1874 w Niedzielsku, zm. 6 stycznia 1947 w Giewartowie) – polska działaczka kulturalna i społeczna, założycielka wieluńskiego koła Polskiej Macierzy Szkolnej, inicjatorka utworzenia biblioteki publicznej i muzeum w Wieluniu.

## Wczesne lata
Ukończyła pensję sióstr Urszulanek w Krakowie. W wieku 19 lat poślubiła adwokata Kazimierza Rymarkiewicza.

## Okres kaliski
Mieszkała w Kaliszu w latach 1893-1914. W tym okresie działała dobroczynnie w sekcji rozdawnictwa odzieży w Towarzystwie Dobroczynności w Kaliszu. Należała także do zarządów: Muzeum Ziemi Kaliskiej, Towarzystwa Biblioteki im. Adama Mickiewicza i Kaliskiego Towarzystwa Oświatowego. Działała także w Związku Narodowym Kobiet i Towarzystwie Krajoznawczym w Kaliszu. W latach 1907–1910 wraz z mężem wydawała Kalendarz na szkołę rzemiosł w Kaliszu. Publikowała artykuły w "Gazecie Kaliskiej". Współorganizowała system nauki pracy ręcznej, tzw. slöjd i znacznie przyczyniła się do jego wdrożenia w ochronce kaliskiej w 1903 r.

## Okres wieluński
Majątek Niedzielsko odziedziczyła po ojcu w 1906 r. W 1910 r. przekazała część gruntów pod budowę Cukrowni Wieluń. Zasiadała następnie w zarządzie Towarzystwa Akcyjnego tego przedsiębiorstwa, a także opiekowała się szkołą podstawową powstałą przy Cukrowni. Zamieszkała w majątku Niedzielsko w 1914 r. i odtąd poświęciła się działalności kulturalnej i społecznej w Wieluniu i okolicach. Efektem jej pracy były liczne inicjatywy społeczne i kulturalne, m.in. Rolnicza Stacja Doświadczalna w Niedzielsku, Szkoła Handlowa i ochronka dla dzieci w Wieluniu, dom dziecka w Komornikach, kino ruchome, Towarzystwo Opieki nad Zabytkami, społeczny komitet powołany w celu odnowienia popijarskiego kościoła św. Józefa oraz wieluńskie koło Polskiej Macierzy Szkolnej, w którym pełniła funkcję prezesa. Poprzez wieloletnie starania przyczyniła się do utworzenia w Wieluniu instytucji kulturalnych: biblioteki publicznej oraz muzeum. Dzięki niej podjęto pierwsze profesjonalne badania archeologiczne na Ziemi Wieluńskiej. W latach 1919–1921 wchodziła w skład Wieluńskiego Komitetu Plebiscytowego. W 1928 opublikowała Pieśni okolicznościowe ludu Ziemi Wieluńskiej.

## Okres wojenny i powojenny
W okresie drugiej wojny światowej została wysiedlona przez Niemców z majątku Niedzielsko (ok. 1941). Spędziła kolejne lata w Warszawie, Pruszkowie i Milanówku. Po wyzwoleniu (1945) wróciła do Wielunia i przez okres kilku miesięcy mieszkała w przytułku Caritasu. Następnie aż do śmierci przebywała u rodziny w Giewartowie.

## Odznaczenia
- Złoty Krzyż Zasługi
- Srebrny Krzyż Zasługi
- Order Akademii Literatury[1]

## Upamiętnienie
Imię Felicji Rymarkiewicz nosi jedna z ulic w Wieluniu (obszar dawnej wsi Niedzielsko).